# 2-Alkylcyclobutanone
Les alkylcyclobutanones (ou 2-alkylcyclobutanones ou 2-ACB) sont de petites molécules organiques issues de la radiolyse des acides gras trouvés dans les tissus adipeux ayant été fortement irradiés par une source radioactive (ou par un rayonnement non-ionisant dans les courtes longueurs d'onde de la lumière UV-C). Ces composés sont dits « radiolytiques », c'est-à-dire qu'ils sont des sous-produits de la dégradation par une forte radioactivité de lipides (radiolyse). Par exemple, une forte irradiation décompose l'acide palmitique des triglycérides en 2-dodécylcyclobutanone (ou 2-dDCB)
qui était en 2010 le composé organique ayant été le plus étudié au sein de la famille des 2-alkylcyclobutanones. Les deux composés les plus communément retrouvés à la suite de la « rupture radio-induite des triglycérides » dans les aliments irradiés sont la 2-dodécylcyclobutanone (2-dDCB) et la 2-tétradécylcyclobutanone (2-tDCB). Le type de 2-alkylcyclobutanones retrouvé varie selon le type de triglycéride présent dans le tissu biologique avant son irradiation.
Leur formation est directement liée à la teneur en lipides du tissu biologique irradié, et à la dose d'irradiation ionisante reçue. Ils sont pour cette raison utilisés comme marqueur pour prouver que des aliments ont été irradiés à des fins de stérilisation ou conservation allongée.
Leur toxicité suspectée est discutée en raison de résultats d'études qui sont parfois contradictoires. Mais elle est généralement considérée (par exemple en 2021 selon des chercheurs de l'Institut de recherche énergétique et nucléaire du Brésil) comme acceptable (en termes de génotoxicité notamment) dans les produits irradiés s'ils l'ont été en tenant compte des recommandations en termes d'intensité et de durée de traitement.

## Typologie de 2-alkylcyclobutanones selon le type d'acide gras précurseur
Les 2-ACB comptent parmi les sous-produits majeurs de la radiolyse des lipides. Leur quantité croît linéairement en fonction, de la dose et/ou durée d'irradiation avec un taux de production d'environ 1,0 à 1,6 nmol/mmol d'acide gras précurseur, et ce quel que soit le type d'irradiation ou quel que soit l'acide gras précurseur.
Ces constantes permettent d'estimer la quantité de 2-ACB formée à la suite de l'irradiation d'un aliment.

Remarque : les autres composés radiolytiques apparaissent conjointement sont notamment des hydrocarbones volatils. Une étude a compté trente-trois composés volatils (hydrocarbures, aldéhydes, cétones) issus de la radiolyse des lipides et augmentant avec la dose d'irradiation, à des degrés divers selon le composé. Parmi les plus importants de ces composés, figurent six molécules : tridécane, 1-tétradécène, tétradécane, 1-pentadécène, pentadécane et  2-DCB qui toutes ont une concentration croissant linéairement en fonction de la dose d'irradiation (cinétique d'ordre zéro, sauf pour le tridécane et le tétradécane issus de l'acide gras tripalmitine caractérisé, lui par un taux de croissance de premier ordre). Selon les tests réalisés par Taghvaei et al. (2021), la formation d'hydrocarbures était plus importante dans la tripalmitine que dans la graisse de poulet (5 fois plus élevé pour le pentadécane), alors que le 2-DCB s'est formé plus rapidement (3,5 fois plus vite) dans la graisse de poulet que dans la tripalmitine. Les auteurs expliquent ceci par la diversité de la composition naturelle en acides gras de la graisse de poulet par rapport à la structure homogène de la tripalmitine.
| Acide gras précurseur        | Nb de carbones | Sous-produit issu de l'irradiation        |
| ---------------------------- | -------------- | ----------------------------------------- |
| Acide caprique               | C10:0          | 2-Hexylcyclobutanone (2-HCB)              |
| Acide laurique               | C12:0          | 2-Octylcyclobutanone (2-OCB)              |
| Acide myristique             | C14:0          | 2-Décylcyclobutanone (2-DCB)              |
| Acide palmitique             | C16:0          | 2-Dodécylcyclobutanone (2-dDCB)           |
| Acide palmitoléique          | C16:1          | Cis-2-Dodec-5-énylcyclobutanone (2-dDeCB) |
| Acide stéarique              | C18:0          | 2-Tétradécylobutanone (2-tDeCB)           |
| Acide oléique monoinsaturé   | C18:1          | Cis-2-tétradec-5-énylcyclo-               |
| Acide linoléique di-insaturé | C18:2          | Butanone (2-tDeCB)                        |
| Acide linolénique            | C18:3          | Cis, cis-2-tétradécyl-5,8-                |

## Marqueurs d'irradiation
Les molécules de 2-alkylcyclobutanones n'existent pas dans les organismes (vivants ou morts) dans la Nature (une seule étude a signalé certaines 2-alkylcyclobutanones dans des noix de cajou et des noix de muscade fraîches a priori non-irradiées, mais l'EFSA a recommandé de traiter cette donnée avec prudence, tant qu'elle n'aura pas été validée par d'autres travaux expérimentaux. Ces molécules ne sont produites qu'à la suite d'une forte irradiation, et de manière dose-dépendante.
Elles sont donc utilisées par des laboratoires spécialisées comme « signatures » (marqueurs biochimiques) et preuves qu'un organisme ou un aliment (à condition qu'il contienne des lipides) a été fortement irradié (par des rayons gamma en général).
En France le laboratoire de référence dans ce domaine est basé à Illkirch. Il travaille pour l'Industrie ainsi que pour le compte de la DGCCRF dans le cadre du contrôle de l'étiquetage des aliments irradiés (étiquetage qui doit informer le consommateur par un texte clair, et éventuellement par un logo, le fait que l'aliments a subi un traitement ionisant. Cet étiquetage vise aussi à renforcer la confiance du consommateur et à garantir son droit de choisir.
Durant plusieurs décennies et jusqu'en 2016, les alkylcyclobutanones semblaient ne pouvoir être produits que par une irradiation forte et très pénétrante (par une source radioactive, de rayons X, un flux ionisant de particules, etc.).

Mais en 2017, pour la première fois, des chimistes de l'université des sciences et technologies de Hong Kong ont montré qu'en cas d'exposition à une certaine partie du spectre de l'ultraviolet non-ionisant (les courtes longueurs d'onde de l'UV-C), des 2-alkylcyclobutanones sont également générés comme sous-produit dans certains aliments (et également de manière dose-dépendante) ; Ceci a été observé dans des échantillons d'acides gras, de triglycérides, de porc, d'huile de maïs ayant été irradiés aux UV-C.
Les 2-alkylcyclobutanones sont ainsi utilisées pour vérifier, rapidement, que la législation européenne sur les aliments irradiés (reprise par le codex Alimentarius) est appliquée (irradier des aliments était autorisé dans plus de soixante pays en 2017, par faisceaux d'électrons accélérés, de rayons X ou de rayonnement gamma). Les méthodes communément utilisées pour ce faire prouvent que l'échantillon a subi une irradiation intense, mais elles ne peuvent précisément indiquer la « dose absorbée » par le produit, ni la durée d'exposition, ni le type précis de source radioactive (cobalt 60 ou césium 137), ni de quand date l'exposition au rayonnement.
Ces molécules sont relativement stables et selon Ndiaye et al. (1989), elles ne semblent pas dépendre de la nature de la matrice alimentaire, mais simplement de sa teneur en lipides. Il a été montré (à partir de 2002) qu'elles peuvent être aussi retrouvés dans l'organisme d'animaux nourris avec ces molécules (animaux de compagnie y compris), sans que les conséquences en soient aujourd'hui évaluées.
Certains produits (de nombreux épices par exemple) contiennent peu de matière grasse. On peut rechercher des traces d'irradiation sur les grains de sable qu'on y retrouve (dans le paprika par exemple). Récemment, une alternative analytique au dosage des 2-alkylcyclobutanones été proposée ; rapide et fiable, elle a expérimentalement permis de déterminer les historiques d'irradiation de bœuf haché et de crevettes, puis de poivre.
Elle utilise la chromatographie liquide-spectrométrie de masse en tandem (LC-MS/MS) pour doser la 5,6-dihydrothymidine] (ou DHdThd) qui est aussi un produit de radiolyse (dont la production est corrélée à celle des 2-alkylcyclobutanones). La préparation de l'échantillon, nécessite une extraction d'ADN puis sa digestion de l'ADN qui reste néanmoins complexe, et du ressort d'un laboratoire spécialisé.
L'apparition de 2-alkylcyclobutanones à la suite d'une irradiation gamma, indique aussi de possibles changements organoleptiques (dans les produits gras) et est un marqueur de changements dans la teneur et composition en acides gras et d'oxydation des lipides. Ceci a été par exemple testé en 2014 pour des saucisses de bœuf cuites et emballées sous vide, expérimentalement irradiées à 2, 4, 6 et 8 kGy puis conservées 4 semaines à 4 °C. Les analyses d'acides gras faites à 0 et 4 semaines, ainsi que l'évaluation de l'oxydation des lipides après 0, 1, 2, 3 et 4 semaines de stockage ont montré une chute des teneurs en acide oléique et en acide linoléique, encore intensifiée durant la période de stockage. Par contre le taux d'acide élaïdique a augmenté aux doses les plus importantes (6 et 8 kGy) qui ont nettement intensifié le phénomène d'oxydation des lipides (dans ce cas mesuré par le dosage des substances réactives à l'acide thiobarbiturique). Ceci explique le gout de rance pris par les viandes grasses exposées à des irradiations trop intenses.

On a montré (en 2012) que l'irradiation gamma de produits gras — à certaines doses (ex. : entre 6,743 et 11,472 kGy pour des œufs ou de la viande de bœuf) — augmente aussi la teneur totale en acides gras trans ; par contre ce taux diminue pour une irradiation extrêmement très intense (21,113 kGy). Le taux d'acides gras trans n'est donc pas un marqueur aussi utile que les alkylcyclobutanones.

## Origines biochimiques des alkylcyclobutanones (leurs molécules-mères)
Quand un flux de rayonnement ionisant traverse des tissus vivant, « ils y créent une traînée de transformations chimiques issue d'effets de radiolyse primaire et secondaire ». Les principaux produits radiolytiques signalés sont certains hydrocarbures et 2-alkylcyclobutanones produits à partir des principaux acides gras présents dans les aliments, outre certains oxydes de cholestérol et furanes qui sont également produits par certains modes de cuisson.
Les alkylcyclobutanones sont des molécules à chaîne latérale alkyle saturée et monoinsaturée dérivant des triglycérides et notamment de l'acide palmitique. Cet acide gras saturé tire son nom de celui de l'huile de palme, qui en contient beaucoup. Il est aussi dénommé acide cétylique ou acide hexadécanoïque, et c'est l'acide gras saturé le plus commun dans les aliments d'origine animale et animale.
Chez l'animal (humain y compris), cet acide palmitique est connu pour les dommages oxydatifs qu'il cause à l'ADN (cassure des brins d'ADN qui lui confère un caractère mutagène) ; au moins in vitro, il est source de nécrose et d'apoptose chez les cellules humaines et animales. L'excès d'acides gras dans la nourriture est connu pour accroître le risque de cancer du côlon.

## Contexte historique et évolution des connaissances

### Éléments de contexte
Les aliments étaient autrefois stérilisés et/ou conservés par la chaleur, le séchage, le salage, etc., ou l'exposition à des produits chimiques. Peu après la découverte des rayons X, on étudie la possibilité d'utiliser des rayonnements ionisants pour tuer des parasites, inhiber de la germination et allonger le temps de conservation d'aliments.
Depuis les années 1980, l'industrie agroalimentaire utilise à relativement grande échelle, et de plus en plus, l'« ionisation alimentaire », notamment dans certains pays (États-Unis, Australie, France, Belgique, République tchèque, Italie, Pays-Bas, Pologne, Royaume-Uni, etc.), principalement pour prévenir les risques d'intoxication alimentaire et/ou de parasitose en les stérilisant dans la totalité de leur masse, et non simplement en surface. Seuls certains aliments sont autorisés à subir ce traitement (graines, épices, fruits et légumes (importés notamment), viandes rouges et blanches, œufs en coquille, poissons, amphibiens (cuisses de grenouilles importées), crustacés, mollusques (huitres par exemple) et des aliments industriels (ex. : nugget de poulet). Bactéries et parasites sont ainsi tués en quelques dizaines de minutes par destruction de leur ADN et ARN, mais le traitement est moins efficace pour les virus (le titrage, c'est-à-dire la charge virale diminue néanmoins au sein des aliments ainsi traités ; en 2011, l'EFSA considère néanmoins l'irradiation comme utile contre les virus. Le même traitement sert à supprimer la germination de tubercules (ex. : pomme de terre) et de bulbes (ex. : ail, oignons).
Le fait que ce traitement antiparasitaire autorise une dérogation à la mise en quarantaine et à certains contrôles de produits importés dans les ports ou aéroports, l'a encouragé.
Alors que des sources radioactives sont de plus en plus utilisée pour traiter des cancers, et que le rayonnement gamma, le faisceau d'électrons ou les rayons X servent aussi à stériliser des aliments ou ingrédients, mieux connaitre et comprendre les causes et la nature des changements physico-chimiques radio-induits dans ces produits irradiés offre une base scientifique pour réévaluer ou confirmer leur salubrité. Pour des raisons de médecine légale ou vétérinaire, de sécurité sanitaire et alimentaire et de connaissance scientifique, il est devenu utile et nécessaire de pouvoir prouver qu'un échantillon de tissus (vivant ou mort) a été ou non irradié. Pour cela, trois approches différentes ont été expérimentées : physiques, chimiques et microbiologiques.

### Années 1980
- En 1985, un « centre d'excellence pour le traitement par rayonnement » dénommé « Aérial » est constitué en Alsace, comme « Institut technique agro-industriel ». Il a été créé en 1985 par le Pr Louis Rey (expert en désinfection et lyophilisation) autour du « Rhodotron », une plate-forme expérimentale d'irradiation (disposant d'un accélérateur d'électrons (faisceau d'électrons, rayons X) et de divers laboratoires développés dans le cadre d'un projet baptisé « FEERIX ». Ce projet a bénéficié de plusieurs programmes de recherche appliquée et de transfert de technologies autour du thème de l'ionisation des aliments. Aérial a notamment eu pour mission d'« étudier, qualifier et valider de nouveaux procédés et des technologies industrielles innovantes », d'« aider à la maîtrise de la qualité des produits et des procédés », dont en étudiant les modifications d'aspect et organoleptiques des aliments irradiés, en détectant les produits alimentaires ionisés pour le compte de la DGCCRF (dans le cadre d'agréments et via deux outils développés en interne : Aer'ODE et Aer'EDE qui sont des équipements modulables de mesure de doses permettant de contrôler la qualité des traitements par ionisation, validés FDA, ISO, ASTM, etc.) et adaptés aux dosimètres du marché). L'Aérial a aussi purifié et synthétisé des étalons chimiques (échantillons chromatographiques de référence…) pour les études biologiques in vitro et in vivo et pour d'autres laboratoires chargés d'analyser des denrées alimentaires irradiées via des biomarqueurs tels que les 2-alkylcyclobutanones saturées et mono-insaturées ou les oxyphytostérols. Une voie de synthèse des 2-alkylcyclobutanones efficace et rapide a été trouvée[24] ; « elle a été utilisé pour produire des 2-alkylcyclobutanones avec une chaîne latérale alkyle saturée et mono-insaturée (2-décyl-, 2-dodécyl-, 2-dodécényl-, 2-tétradécyl- et 2-tétradécényl-cyclobutanone) » dont la pureté dépassait 97 % en 2002[24]. Cet institut a diversifié ses prestations au début des années 1990 (dont dans le domaine de la lyophilisation), au service des industries agroalimentaires, pharmaceutiques, cosmétiques, bio-industries et à tous les acteurs concernés par les techniques d'ionisation. Ses installations ont été déménagées en 2004 à Illkirch)[25],[26]. L'Aérial est membre de l'Association de coordination technique pour l'industrie agro-alimentaire ACTIA) et expert auprès de l'Agence internationale de l'énergie atomique, expert à l'ISO TC198, et via ses partenaires industriels peut théoriquement bénéficier de nombreux retours d'expérience.

### Années 1990
En 1992, trois chercheurs étudiant les effets de l'irradiation de la viande de poulet observent un effet de stockage et de cuisson sur la dose-réponse de la 2-dodécylcyclobutanone, molécule déjà considérée comme marqueur potentiel pour le poulet irradié pour allonger sa durée de conservation. En 1993, ces chercheurs et d'autres étudient la synthèse, la caractérisation et l'utilisation de la 2-tétradécylcyclobutanone (et d'autres cyclobutanones) comme marqueurs d'irradiation pour des œufs non-cuits. Au même moments d'autres chercheurs découvrent (dans le bacon irradié) une autre molécule radiolytique apparaissant dans la viande lors de son irradiation : le nonane.
En 1995, cinq chercheurs réussissent à détecter plusieurs types d'alkylcyclobutanones (cyclobutanones contenant des chaînes latérales C10 et C12) dans des échantillons de poulet irradié (par des doses de 2,5 à 10 kGy, par analyse d'extraits lipidiques, à l'aide d'un dosage immuno-enzymatique (via un test ELISA créé à cet effet). Ces chercheurs ont évalué la limite de détection de ce test à 0,064 µg de 2-CB par gramme de graisse, et les variations intra- et inter-test allaient de 6,7 à 18 %. Et les résultats de la méthode ELISA et ceux de la GC-MS (chromatographie en phase gazeuse-spectrométrie de masse) se sont montré cohérents entre eux.
En 1996, à Bruxelles, le groupe Denrées alimentaires du Comité européen de normalisation s'intéresse à la détection d'aliments contenant des matières grasses et irradiés. Il va classer les 2-alkylcyclobutanones comme biomarqueurs utiles pour l'identification des aliments irradiés et proposer une méthode d'analyse.
En 1998, deux chercheurs (H. Delincée et B.L. Pool-Zobel) publient une étude concluant que les molécules de 2-dodecylcyclobutanones ont des propriétés génotoxiques, confirmée en 1999.
En 1999, une étude conclut que la limite de détection (0,2 pmol) de la méthode de détection des traitements par irradiation alors retenue par le Comité européen de normalisation, si elle semble pertinente pour le caractère URP (« unique radiolytic product », dénomination retenu pour les sous-produits de la radiolyse) des 2-alkylcyclobutanones, ne peut cependant « être appliqué en toute confiance qu'aux denrées alimentaires traitées en vue d'une désinfection microbienne (doses > 0,5 kGy), dont la teneur en matière grasse est supérieure à 1,0 g % »

### Années 2000
Jusqu'alors, il n'y a eu aucune grande étude sur la toxicité de ces molécules, en raison d'une part des taux plutôt faibles de 2-ACB retrouvés dans les aliments irradiés (0,2 à 2 mg/g de matières grasses selon la dose absorbée), associé à des effets présumés faibles ; et d'autre part en raison du manque de normes sur les tests de toxicité pour ce type de molécule. S'il y a une toxicité, elle semble faible, mais des ingrédients irradiés sont de plus en plus consommés (car introduits dans de nombreux aliments industriels, y compris destinés aux animaux domestiques tels que chiens et chats) (généralement alors sans étiquetage ni traçabilité). Ainsi, une exposition à de très faibles doses de ces composés radiolytiques peut se produire tout au long de la vie, et peut-être développer des effets chroniques, qui resteraient alors à étudier.
En outre, ce n'est que depuis le début des années 2000, que la connaissance scientifique de la cinétique de ces molécules, et de leurs effets dans l'organisme progressent, dont en France grâce à des chercheurs allemands et de l'Est de la France associés à l'Aérial. On a notamment appris que les 2-ACB restent longtemps en partie biodisponibles dans les tissus adipeux, et qu'ils sont excrétés dans les excréments en quantité plus faible que celles ingérées, ce qui fait évoquer une probable métabolisation de ces molécules dans l'organisme et/ou un stockage dans d'autres parties de l'organisme que les tissus adipeux.
En 2002, une étude franco-allemande basée sur des rats de laboratoire nourris durant 4 mois avec une boisson fraîchement préparée de manière à contenir 0,005 % de 2-tétradécyl- ou 2-tétradécényl-cyclobutanones a montré que ces deux composés (petites molécules) sont, au moins en grande partie, non dégradés lors de la digestion, qu'ils traversent sans difficulté la barrière intestinale et entrent très facilement dans la circulation sanguine qui les véhicule dans tout l'organisme où ils seront ensuite stockés dans les tissus adipeux. Durant l'expérience, « moins de 1 % des 2-alkylcyclobutanones ingérés quotidiennement ont été excrétés dans les fèces ». Les auteurs notent que toutefois une grande partie des 2-alkylcyclobutanones ingérés disparaissent dans l'organisme sans être excrétés tels quels dans les selles, ni retrouvés dans les tissus gras,,.
En 2004, une étude collaborative internationale réunissant des chimistes (chimie analytique, chimie organique), experts en chimie alimentaire et toxicologues, oncologues, épidémiologistes (épidémiologie moléculaire du cancer) et spécialistes de la nutrition et de la sécurité alimentaire, publiée à l'automne 2004 dans la revue Radiation Physics and Chemistry a d'une part permis une première synthèse de quelques grammes de 2-alkylcyclobutanones (2-ACB), et d'autre part démontré une relation (linéaire) entre la formation de 2-ACB et la dose de rayonnement absorbée, même pour des doses absorbées très élevées (doses qui seraient mortelles en quelques secondes ou minutes pour un organisme vivant).
Les auteurs (E. Marchioni, F. Raul, D. Burnouf, M. Miesch, H. Delincee, A. Hartwig et D. Werner (de l'Aérial) y rappellent qu'il a été expérimentalement démontré in vitro que les 2-ACB ont des propriétés toxicologiquement préoccupantes :
- cytotoxicité et génotoxicité ;
- effet inhibiteur de la croissance bactérienne ;
- effet promoteur (selon des études in vivo) du développement de tumeurs dans le côlon du rat.

Selon ces auteurs (en 2004), ces trois effets sont des indicateurs de risques potentiels pour la santé, mais l'étude des propriétés toxiques des aliments irradiés doit être poursuivie, et la mesure du niveau de risque pour le consommateur ne peut pas encore être quantifiée car plusieurs facteurs semblent pouvoir agir synergiquement pour augmenter ou diminuer la quantité (qui varie par exemple en fonction du taux de vitamine D initial de l'échantillon) et la toxicité des molécules radiolytiques ; on manque en outre encore de données sur l'ensemble des effets chroniques directs et indirects de ces molécules sur le métabolisme, et sur leurs interactions avec divers radicaux libres (que l'on sait aussi être induits par l'irradiation), et/ou avec d'autres constituants alimentaires. 
Expérimentalement, l'irradiation de viandes et d'huiles induit l'apparition d'espèces réactives de l'oxygène (ROS), mais dont la demi-vie est extrêmement brève. Cette brièveté rend impossible toute mesure directe des ROS in situ lors d'une forte irradiation ; mais il reste possible d'ensuite mesurer les séquelles des ROS en termes de dommage oxydatif. Concernant les corps gras, cette mesure peut se faire en dosant dans l'échantillon irradié les « TBARS » (substances réactives à l'acide thiobarbiturique). Jo et Ahn (2000) ont ainsi observé que des saucisses conditionnées en aérobie et irradiées à 4,5 kGy contenaient plus TBARS que l'échantillon-témoin irradiées à 0 ou 2,5 kGy ; de même les TBARS de saucisses (aérobies ou emballées sous vide) faites avec du saindoux étaient après irradiation plus hauts que ceux des saucisses faite avec de l'huile de lin ou de l'huile de maïs. Et ajoutent les auteurs de cette expérience : le taux de 1-heptène et de 1-nonène était d'autant plus élevé que la dose d'irradiation était élevée. Enfin si sur le moment même, l'irradiation ne modifie ni les taux d'aldéhydes, ni ceux de cétones ou d'alcools, en revanche, ensuite, elle accélère bien l'oxydation des lipides et accroit corrélativement les taux d'aldéhydes, de peroxides, de cholestérol oxydé, de cétones et d'alcools dans les saucisses conditionnées en aérobie durant leur conservation après irradiation,. Ce travail confirme aussi que deux facteurs modulent aussi ces taux : de taux de vitamine D de la saucisse et celui d'acides gras insaturés. D'autres études ont montré que le taux initial d'antioxydants (vitamine C notamment) ou le pH jouent aussi un rôle en la matière.
En 2008, Caulfield, observe que l'irradiation gamma oxyde fortement les vitamines liposolubles dans les rations sèches, entrainant un effondrement de la teneur de certains produits en vitamines après irradiation. Il n'a cependant pas étudié les sous-produits de l'irradiation, bien qu'elle soit déjà largement appliquée dans les rations pour rongeurs et à très forte dose (jusqu'à 50 kGy sont autorisés par la FDA à partir de 2001). L'ANVISA est invitée à se pencher sur les effets de l'irradiation sur les croquettes extrudées canines (jusqu'alors non étudiées du point de vue de l'apparition et des effets de 2-ACB alors que la plupart des chiens en comment toute leur vie.
Selon un documentaire de France 5 diffusé le 15 mars 2015, produit par Aude Rouaux avec l'Agence CAPA, il existe cinq usines d'irradiation alimentaire en France. Toutes ont refusé les interviews et que des caméras viennent y filmer le processus, mais une usine du sud-est des États-Unis (Mississippi) a permis aux journalistes de filmer l'un des types d'irradiateur industriel d'aliment (dans ce cas une source de cobalt placée au fond d'une cuve dans de l'eau où des conteneurs en intox contenant les aliments sont descendus durant quelques dizaines de minutes). Le reportage laisse entendre que l'irradiation a déjà servi en Belgique à des fraudes : pour irradier des carcasses de poulet avariées, afin de les réintroduire dans le circuit alimentaire sous forme de nuggets ou saucisse de volaille. Selon E. Marchioni interrogé dans ce reportage, l'alkylcyclobutanone en laboratoire semble être un accélérateur de certains cancers. L'enquête montre aussi que le logo indiquant l'irradiation est presque inconnu du grand public et même de responsables de rayons voire d'agents de la DGCCRF, et qu'il peut être trompeur (couleur verte et forme évoquant une plante).
En Europe, toute denrée irradiée doit porter la mention « traité par rayonnements ionisants » ou « traité par ionisation ». L'irradiation inquiétant le consommateur elle n'est cependant généralement que discrètement mentionnée, souvent au dos du paquet, et parfois la mention est absente. Les contrôles de la répression des fraudes se font en France une fois par an, dans un supermarché choisi au hasard dans chaque département.
En outre, la signalétique est absente dans les cas, très nombreux, où les ingrédients irradiés ont déjà été incorporés dans des plats préparés où quand ils sont mélangés à d'autres non irradiés (alors qu'en théorie en Europe, la traçabilité devrait être respectée pour que les consommateurs puissent librement choisir).
En Australie, dans les années 2000, les vétérinaires ont été confrontés à une épidémie de paralysie (et de mortalité) de chats des suites d'une leucoencéphalomyélopathie. Une enquête épidémiologique a montré que tous avaient consommé des croquettes importées du Canada, croquettes venant d'un lot qui semble avoir été accidentellement trop fortement irradié.

## Toxicité
Lors d'étude collaborative conduite par E Marchioni et ses collègues à Strasbourg, ce composé radiolytique a été retrouvé dans de nombreux aliments stérilisés par exposition à un rayonnement ionisant (par du cobalt radioactif dans ce cas).

## Métrologie
Les moyens de mesure (analyse par chromatographie en phase gazeuse ou spectrométrie de masse) ont connus quelques améliorations [ex. : (2006) : sensibilité et sélectivité améliorées par l'adjonction d'une colonne de gel de silice pour le nettoyage et l'utilisation de l'isobutane utilisé comme réactif]. Ceci a permis, grâce à des chromatogrammes plus précis de « détecter » :
- des échantillons d'aliments n'ayant reçu que de faible doses de rayonnement (ex. : 0,1 kGy appliqués à des avocats) ;
- des ingrédients irradiés inclus en faibles proportions (moins de 5 % de la masse du produit) dans des aliments culinaires non-irradiés.

Ces modifications analytiques pour la détection des 2-ACB sur la méthode officielle EN 1785 permettent d'étendre son champ d'application actuel en utilisant les équipements communs des laboratoires de contrôle qualité des aliments.
Les 2-Alkylcyclobutanones ont longtemps été considérées comme relativement stables dans l'échantillon irradié, après leur formation. Une étude récente (2019) a comparé les analyses d'échantillons de fromage frais, irradié ou non par des rayons X à différentes intensité. L'étude montre que le taux de 2-DCB augmente dans les échantillons traités, d'autant plus que le rayonnement était énergétique (avec une valeur maximale à 3 kGy le jour 11, après quoi le taux de 2-DCB diminuait nettement (dans tous les échantillons irradiés) pour se stabiliser à partir du trentième jour. Cette courbe temporelle indique que le choix du moment de l'échantillonnage et de l'analyse « est une étape « critique » dans la détection du traitement par irradiation de cet aliment ».
L'irradiation, au-delà de certaines doses crée aussi des composés toxiques pour l'animal, l'humain, et même cytotoxiques et mutagènes.
- Concernant l'amidon de maïs, composant de base d'un grand nombre de denrées alimentaires industriellement manufacturées, les produits de radiolyse (glucides) retrouvés ne présentent pas d'effet toxique potentiel pour l'espèce humaine[55],[56].
- Concernant les lipides, il existe une controverse[57] entre une équipe de chercheurs et le CSAH (Comité Scientifique pour les Aliments Humains[58]). Certains composés de radiolyse, les 2-alkylcyclobutanones (2-ACB), issus de la dégradation des graisses sous l'effet de l'irradiation, semble cancérogènes chez la souris de laboratoire, notamment selon une étude menée par le Laboratoire d'Oncologie Nutritionnelle de Strasbourg en 2002[59] (cancer du côlon). En novembre 2011, l'Autorité européenne de sécurité des aliments (AESA) a toutefois considéré que les 2-ACB produits n'étaient pas significativement plus nombreux que lors d'une cuisson traditionnelle (en disant se fonder sur les résultats d'une étude[60] de 1999 de l'OMS dont ce ne sont pourtant pas les conclusions mais une simple hypothèse[61]).

L'AESA, pour déterminer sa position sur la question, n'a pas retenu comme concluants (quand les dosimètres sont respectées) les résultats des études tendant à démontrer le caractère mutagène (caractère généralement évalué sur la base du test d'Ames utilisant des lignées cellulaires bactériennes de Salmonella typhimurium pour détecter les mutations ponctuelles sur les sites guanine–cytosine (G–C) et d' Escherichia coli pour détecter les mutations ponctuelles sur les sites adénine–thymine (A–T) ou cancérogène de l'irradiation des aliments, mais elle s'interroge sur les atteintes neurologiques observées chez des chats nourris avec des aliments irradiés (à des doses plus importantes ; entre 25 et 50 kGy ; 2,5 à 5 fois plus que les 10 kGy maximaux recommandés pour l'irradiation de l'alimentation humaine, mais le chat vit moins longtemps que l'homme). L'EFSA a estimé que ces effets n'ayant été observés que chez le chat (et non chez le chien), ils pourraient simplement démontrer une sensibilité particulière du chat, par exemple liée à une déficience en vitamines (l'irradiation diminue considérablement les teneurs en vitamines) ou aux peroxydes résultant de ce type de traitement, mais une autre hypothèse est que dans le cas des chats touchés, la dose délivrée aux aliments avait été trop importante.